# غوستاف فلورينس
غوستاف فلورين هو أكاديمي وجندي وسياسي فرنسي، ولد يوم 14 أغسطس 1838 في باريس. قام بدور شخصية كومونة باريس، قُتل على يد جنود فرساي يوم 3 أبريل 1871 في رويل ماليزون.
وهو ابن عالم الفيزيولوجيا بيير فلورين، أستاذ في كوليج دو فرانس سكرتير فرانسوا أراغو في أكاديمية العلوم، نائب في 1838-1839 والأخ الأكبر لاميل فلورين، وزير خارجية الجمهورية الثالثة فيما بعد.